# Danh sách tiểu hành tinh: 8001–8100
| Tên                  | Tên đầu tiên | Ngày phát hiện       | Nơi phát hiện            | Người phát hiện                                        |
| -------------------- | ------------ | -------------------- | ------------------------ | ------------------------------------------------------ |
| 8001 Ramsden         | 1986 TR3     | 4 tháng 10 năm 1986  | Kleť                     | A. Mrkos                                               |
| 8002 -               | 1986 XF5     | 4 tháng 12 năm 1986  | Kleť                     | A. Mrkos                                               |
| 8003 Kelvin          | 1987 RJ      | 1 tháng 9 năm 1987   | La Silla                 | E. W. Elst                                             |
| 8004                 | 1987 RX      | 12 tháng 9 năm 1987  | La Silla                 | H. Debehogne                                           |
| 8005 Albinadubois    | 1988 MJ      | 16 tháng 6 năm 1988  | Palomar                  | E. F. Helin                                            |
| 8006 Tacchini        | 1988 QU      | 22 tháng 8 năm 1988  | Bologna                  | Osservatorio San Vittore                               |
| 8007 -               | 1988 RU6     | 8 tháng 9 năm 1988   | La Silla                 | H. Debehogne                                           |
| 8008 -               | 1988 TQ4     | 10 tháng 10 năm 1988 | Gekko                    | Y. Oshima                                              |
| 8009 Béguin          | 1989 BA1     | 25 tháng 1 năm 1989  | Caussols                 | C. Pollas                                              |
| 8010 Böhnhardt       | 1989 GB1     | 3 tháng 4 năm 1989   | La Silla                 | E. W. Elst                                             |
| 8011 Saijokeiichi    | 1989 WG7     | 29 tháng 11 năm 1989 | Kitami                   | K. Endate, K. Watanabe                                 |
| 8012 -               | 1990 HO3     | 29 tháng 4 năm 1990  | Siding Spring            | A. N. Zytkow, M. J. Irwin                              |
| 8013 Gordonmoore     | 1990 KA      | 18 tháng 5 năm 1990  | Palomar                  | E. F. Helin                                            |
| 8014 -               | 1990 MF      | 26 tháng 6 năm 1990  | Palomar                  | E. F. Helin                                            |
| 8015 -               | 1990 QT2     | 24 tháng 8 năm 1990  | Palomar                  | H. E. Holt                                             |
| 8016 -               | 1990 QW10    | 27 tháng 8 năm 1990  | Palomar                  | H. E. Holt                                             |
| 8017 -               | 1990 RM5     | 15 tháng 9 năm 1990  | Palomar                  | H. E. Holt                                             |
| 8018 -               | 1990 SW      | 16 tháng 9 năm 1990  | Palomar                  | H. E. Holt                                             |
| 8019 Karachkina      | 1990 TH12    | 14 tháng 10 năm 1990 | Tautenburg Observatory   | L. D. Schmadel, F. Börngen                             |
| 8020 Erzgebirge      | 1990 TV13    | 14 tháng 10 năm 1990 | Tautenburg Observatory   | F. Börngen, L. D. Schmadel                             |
| 8021 Walter          | 1990 UO2     | 22 tháng 10 năm 1990 | Palomar                  | C. S. Shoemaker, D. H. Levy                            |
| 8022 -               | 1990 VD7     | 10 tháng 11 năm 1990 | Kleť                     | A. Mrkos                                               |
| 8023 -               | 1991 DD      | 17 tháng 2 năm 1991  | Oohira                   | T. Urata                                               |
| 8024 -               | 1991 FN      | 17 tháng 3 năm 1991  | Palomar                  | E. F. Helin                                            |
| 8025 -               | 1991 FB4     | 22 tháng 3 năm 1991  | La Silla                 | H. Debehogne                                           |
| 8026 -               | 1991 JA1     | 8 tháng 5 năm 1991   | Palomar                  | E. F. Helin                                            |
| 8027 -               | 1991 PB12    | 7 tháng 8 năm 1991   | Palomar                  | H. E. Holt                                             |
| 8028 -               | 1991 QE      | 30 tháng 8 năm 1991  | Siding Spring            | R. H. McNaught                                         |
| 8029 -               | 1991 RR30    | 15 tháng 9 năm 1991  | Palomar                  | H. E. Holt                                             |
| 8030 -               | 1991 SK      | 29 tháng 9 năm 1991  | Siding Spring            | R. H. McNaught                                         |
| 8031 -               | 1992 ER      | 7 tháng 3 năm 1992   | Kushiro                  | S. Ueda, H. Kaneda                                     |
| 8032 -               | 1992 ES1     | 8 tháng 3 năm 1992   | Kushiro                  | S. Ueda, H. Kaneda                                     |
| 8033 -               | 1992 FY1     | 26 tháng 3 năm 1992  | Kushiro                  | S. Ueda, H. Kaneda                                     |
| 8034 Akka            | 1992 LR      | 3 tháng 6 năm 1992   | Palomar                  | C. S. Shoemaker, E. M. Shoemaker                       |
| 8035 -               | 1992 TB      | 2 tháng 10 năm 1992  | Kitt Peak                | Spacewatch                                             |
| 8036 Maehara         | 1992 UG4     | 16 tháng 10 năm 1992 | Kitami                   | K. Endate, K. Watanabe                                 |
| 8037 -               | 1993 HO1     | 20 tháng 4 năm 1993  | Siding Spring            | R. H. McNaught                                         |
| 8038 -               | 1993 JG      | 11 tháng 5 năm 1993  | Nachi-Katsuura           | Y. Shimizu, T. Urata                                   |
| 8039 Grandprism      | 1993 RB16    | 15 tháng 9 năm 1993  | La Silla                 | H. Debehogne, E. W. Elst                               |
| 8040 Utsumikazuhiko  | 1993 SY3     | 16 tháng 9 năm 1993  | Kitami                   | K. Endate, K. Watanabe                                 |
| 8041 Masumoto        | 1993 VR2     | 15 tháng 11 năm 1993 | Kashihara                | F. Uto                                                 |
| 8042 -               | 1994 AX2     | 12 tháng 1 năm 1994  | Kushiro                  | S. Ueda, H. Kaneda                                     |
| 8043 Fukuhara        | 1994 XE1     | 6 tháng 12 năm 1994  | Oizumi                   | T. Kobayashi                                           |
| 8044 Tsuchiyama      | 1994 YT      | 28 tháng 12 năm 1994 | Oizumi                   | T. Kobayashi                                           |
| 8045 Kamiyama        | 1995 AW      | 6 tháng 1 năm 1995   | Oizumi                   | T. Kobayashi                                           |
| 8046 Ajiki           | 1995 BU      | 25 tháng 1 năm 1995  | Oizumi                   | T. Kobayashi                                           |
| 8047 Akikinoshita    | 1995 BT3     | 31 tháng 1 năm 1995  | Oizumi                   | T. Kobayashi                                           |
| 8048 Andrle          | 1995 DB1     | 22 tháng 2 năm 1995  | Kleť                     | M. Tichý, Z. Moravec                                   |
| 8049 -               | 1996 FL2     | 17 tháng 3 năm 1996  | Haleakala                | NEAT                                                   |
| 8050 Beishida        | 1996 ST      | 18 tháng 9 năm 1996  | Xinglong                 | Beijing Schmidt CCD Asteroid Program                   |
| 8051 Pistoria        | 1997 PP4     | 13 tháng 8 năm 1997  | San Marcello             | L. Tesi, G. Cattani                                    |
| 8052 Novalis         | 2093 P-L     | 24 tháng 9 năm 1960  | Palomar                  | C. J. van Houten, I. van Houten-Groeneveld, T. Gehrels |
| 8053 Kleist          | 4082 P-L     | 25 tháng 9 năm 1960  | Palomar                  | C. J. van Houten, I. van Houten-Groeneveld, T. Gehrels |
| 8054 Brentano        | 4581 P-L     | 24 tháng 9 năm 1960  | Palomar                  | C. J. van Houten, I. van Houten-Groeneveld, T. Gehrels |
| 8055 Arnim           | 5004 P-L     | 17 tháng 10 năm 1960 | Palomar                  | C. J. van Houten, I. van Houten-Groeneveld, T. Gehrels |
| 8056 Tieck           | 6038 P-L     | 24 tháng 9 năm 1960  | Palomar                  | C. J. van Houten, I. van Houten-Groeneveld, T. Gehrels |
| 8057 Hofmannsthal    | 4034 T-1     | 26 tháng 3 năm 1971  | Palomar                  | C. J. van Houten, I. van Houten-Groeneveld, T. Gehrels |
| 8058 Zuckmayer       | 3241 T-3     | 16 tháng 10 năm 1977 | Palomar                  | C. J. van Houten, I. van Houten-Groeneveld, T. Gehrels |
| 8059 Deliyannis      | 1957 JP      | 6 tháng 5 năm 1957   | Brooklyn                 | Đại học Indiana                                        |
| 8060 Anius           | 1973 SD1     | 19 tháng 9 năm 1973  | Palomar                  | C. J. van Houten, I. van Houten-Groeneveld, T. Gehrels |
| 8061 Gaudium         | 1975 UF      | 27 tháng 10 năm 1975 | Đài thiên văn Zimmerwald | P. Wild                                                |
| 8062 Okhotsymskij    | 1977 EZ      | 13 tháng 3 năm 1977  | Nauchnij                 | N. S. Chernykh                                         |
| 8063                 | 1977 XP2     | 7 tháng 12 năm 1977  | Palomar                  | S. J. Bus                                              |
| 8064 Lisitsa         | 1978 RR      | 1 tháng 9 năm 1978   | Nauchnij                 | N. S. Chernykh                                         |
| 8065 Nakhodkin       | 1979 FD3     | 31 tháng 3 năm 1979  | Nauchnij                 | N. S. Chernykh                                         |
| 8066 Poldimeri       | 1980 PB2     | 6 tháng 8 năm 1980   | La Silla                 | R. M. West                                             |
| 8067 Helfenstein     | 1980 RU      | 7 tháng 9 năm 1980   | Anderson Mesa            | E. Bowell                                              |
| 8068                 | 1981 EQ28    | 6 tháng 3 năm 1981   | Siding Spring            | S. J. Bus                                              |
| 8069                 | 1981 EF30    | 2 tháng 3 năm 1981   | Siding Spring            | S. J. Bus                                              |
| 8070                 | 1981 EM30    | 2 tháng 3 năm 1981   | Siding Spring            | S. J. Bus                                              |
| 8071 Simonelli       | 1981 GO      | 5 tháng 4 năm 1981   | Anderson Mesa            | E. Bowell                                              |
| 8072 Yojikondo       | 1981 GO1     | 1 tháng 4 năm 1981   | Harvard Observatory      | Harvard Observatory                                    |
| 8073 Johnharmon      | 1982 BS      | 24 tháng 1 năm 1982  | Anderson Mesa            | E. Bowell                                              |
| 8074 Slade           | 1984 WC2     | 20 tháng 11 năm 1984 | Palomar                  | E. Bowell                                              |
| 8075 Roero           | 1985 PE      | 14 tháng 8 năm 1985  | Anderson Mesa            | E. Bowell                                              |
| 8076 -               | 1985 RV4     | 15 tháng 9 năm 1985  | La Silla                 | H. Debehogne                                           |
| 8077 Hoyle           | 1986 AW2     | 12 tháng 1 năm 1986  | Anderson Mesa            | E. Bowell                                              |
| 8078 Carolejordan    | 1986 RS2     | 6 tháng 9 năm 1986   | Anderson Mesa            | E. Bowell                                              |
| 8079 Bernardlovell   | 1986 XF1     | 4 tháng 12 năm 1986  | Anderson Mesa            | E. Bowell                                              |
| 8080 Intel           | 1987 WU2     | 17 tháng 11 năm 1987 | Caussols                 | CERGA                                                  |
| 8081 Leopardi        | 1988 DD      | 17 tháng 2 năm 1988  | Bologna                  | Osservatorio San Vittore                               |
| 8082 Haynes          | 1988 NR      | 12 tháng 7 năm 1988  | Palomar                  | E. F. Helin                                            |
| 8083 Mayeda          | 1988 VB      | 1 tháng 11 năm 1988  | Geisei                   | T. Seki                                                |
| 8084 Dallas          | 1989 CL1     | 6 tháng 2 năm 1989   | Ayashi Station           | M. Koishikawa                                          |
| 8085 -               | 1989 CD8     | 7 tháng 2 năm 1989   | La Silla                 | H. Debehogne                                           |
| 8086 Peterthomas     | 1989 RB6     | 1 tháng 9 năm 1989   | Palomar                  | E. Bowell                                              |
| 8087 Kazutaka        | 1989 WA2     | 29 tháng 11 năm 1989 | Kitami                   | K. Endate, K. Watanabe                                 |
| 8088 Australia       | 1990 SL27    | 23 tháng 9 năm 1990  | Nauchnij                 | G. R. Kastel', L. V. Zhuravleva                        |
| 8089 Yukar           | 1990 TW7     | 13 tháng 10 năm 1990 | Tautenburg Observatory   | L. D. Schmadel, F. Börngen                             |
| 8090 -               | 1991 RO23    | 15 tháng 9 năm 1991  | Palomar                  | H. E. Holt                                             |
| 8091 -               | 1992 BG      | 24 tháng 1 năm 1992  | Oohira                   | T. Urata                                               |
| 8092 -               | 1992 DC10    | 29 tháng 2 năm 1992  | La Silla                 | UESAC                                                  |
| 8093 -               | 1992 UZ2     | 25 tháng 10 năm 1992 | Uenohara                 | N. Kawasato                                            |
| 8094 -               | 1992 UG3     | 24 tháng 10 năm 1992 | Dynic                    | A. Sugie                                               |
| 8095 -               | 1992 WS2     | 18 tháng 11 năm 1992 | Kushiro                  | S. Ueda, H. Kaneda                                     |
| 8096 Emilezola       | 1993 OW3     | 20 tháng 7 năm 1993  | La Silla                 | E. W. Elst                                             |
| 8097 Yamanishi       | 1993 RE      | 12 tháng 9 năm 1993  | Kitami                   | K. Endate, K. Watanabe                                 |
| 8098 Miyamotoatsushi | 1993 SH2     | 19 tháng 9 năm 1993  | Kitami                   | K. Endate, K. Watanabe                                 |
| 8099 -               | 1993 TE      | 8 tháng 10 năm 1993  | Yatsuka                  | H. Abe, S. Miyasaka                                    |
| 8100 Nobeyama        | 1993 XF      | 4 tháng 12 năm 1993  | Nyukasa                  | M. Hirasawa, S. Suzuki                                 |